# 李唐 (馬楚)
李唐（？—？），唐朝及五代十国时马楚軍事人物。
李唐是武穆王馬殷牙將，光化元年（898年）秦彥暉平嶺北時他和張圖英為其副手；不久永州攻陷，李唐遷任永州刺史。次年（899年）秦彥暉進攻道州，蔡結佔據當地，在箐隘伏蠻兵等待李唐軍隊。李唐首先敗陣，捶拍胸口說：「蠻夷恃著山林險阻，若果在平地，他們怎能打勝我們？」於是派兵縱火，火光燒得像白天一樣，蠻兵鳥獸散；李唐亦攻克當地，斬殺蔡結。之後他的事蹟在史書再無記載。
《十国春秋》稱马楚霸業的名將為首是李唐，其次是許德勳和李瓊。